# Муни, Роуз
Роуз Муни (англ. Rose Mooney; 1740, Мит — 1798) — ирландская странствующая арфистка периода угасания традиции странствования.
Её имя включено в композицию «Этаж наследия» Джуди Чикаго.

## Ранний период жизни
Роуз Муни происходила из бедной семьи в графстве Мит. Как и многие арфисты того времени, она была слепа. Муни научилась играть у Тэди Эллиотта. Со своей служанкой Мэри в качестве спутницы она путешествовала по Ирландии и участвовала в различных соревнованиях арфистов.

## Фестивали арфы

### Гранардский фестиваль арфы
Мемуары арфиста Артура О’Нила содержат записи об участии Муни в фестивалях Гранарда. Она была единственной женщиной, участвовавшей в Гранардском фестивале 1781 года. Третье место и пять гиней достались Муни за исполнение Planxty Burke. Она продолжала участвовать и заняла третье место на 2-м и 3-м фестивалях Гранарда 1782 и 1783 годов. На этот раз её награда составила четыре гинеи. Она также участвовала в двух последних фестивалях 1784 и 1785 годов, но неясно, какое заняла место. Со второго фестиваля она была не единственной участницей, также участвовала Кэтрин Мартин.

### Белфастский фестиваль арфы
В 1792 году основатели Belfast Reading Society Генри Джой Маккракен и доктор Джеймс Макдоннел призвали Ассамблею арфистов в Белфасте возродить древнюю традицию игры на арфе. Фестиваль проходил с 11 по 14 июля 1792 года. Муни, которой тогда было 52 года, участвовала. Она репетировала с остальными арфистами на публике до финального шоу в актовых залах. Председательствовало 15 судей. Эдвард Бантинг посетил фестиваль, чтобы записать на бумагу музыку, чтобы сохранить её. Результат участия Муни в фестивале неизвестен, судя по всему, судьи присудили только первое и второе место, а об остальных участниках нет информации.
По словам Артура О’Нила, Муни «…заложила свою арфу, нижнюю юбку и плащ». Он сделал заявление, чтобы разоблачить горничную Муни, Мэри, которая, похоже, воспользовалась слепотой своей хозяйки, использовав её вещи для покупки себе алкоголя. Мэри привела Муни в захудалые заведения, которые были «неотделимы от бедных слепых арфистов».

## Смерть
Дата и обстоятельства смерти Муни неясны. По словам О’Нила, она умерла во время французского вторжения в Киллалу в 1798 году от пьянства. Однако Эдвард Бантинг отмечает, что Planxty Charles Coot был записан с «арфистки Роуз Муни в 1800 году».